# Mormon

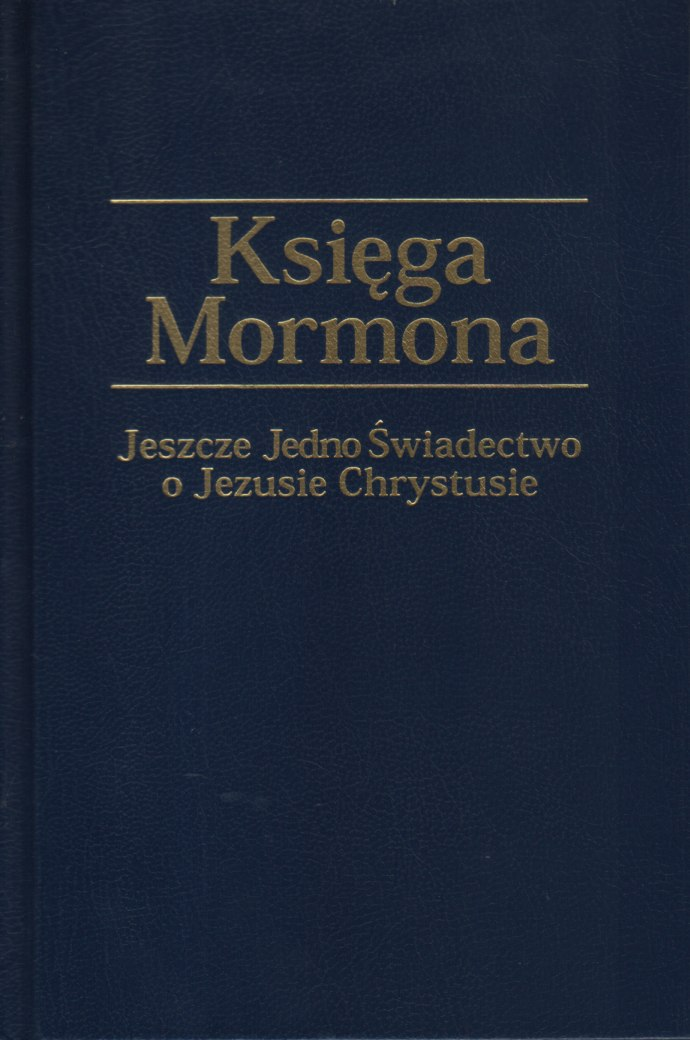
Księga Mormona, jedno z mormońskich pism świętych i jednocześnie źródło przekazu o Mormonie

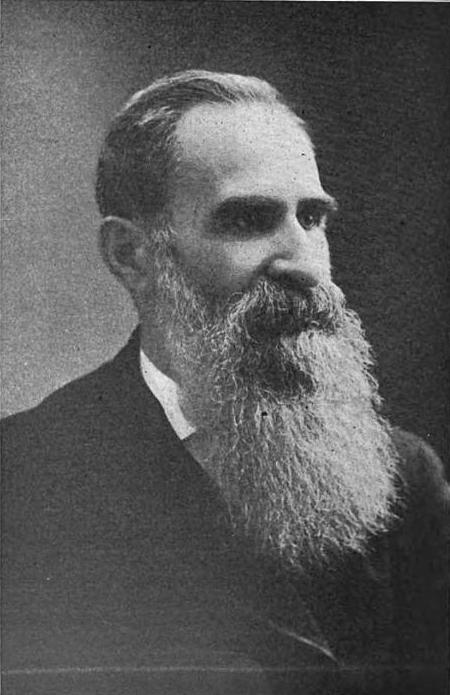
George Reynolds, jeden z pionierów badań nad Księgą Mormona. W swojej pracy A Dictionary of the Book of Mormon, Comprising Its Biographical, Geographical and Other Proper Names (1891) stwierdził, że istnieją podstawy, by założyć, że Mormon wychował swe dzieci w bojaźni Bożej oraz nauczył je prawd Ewangelii.

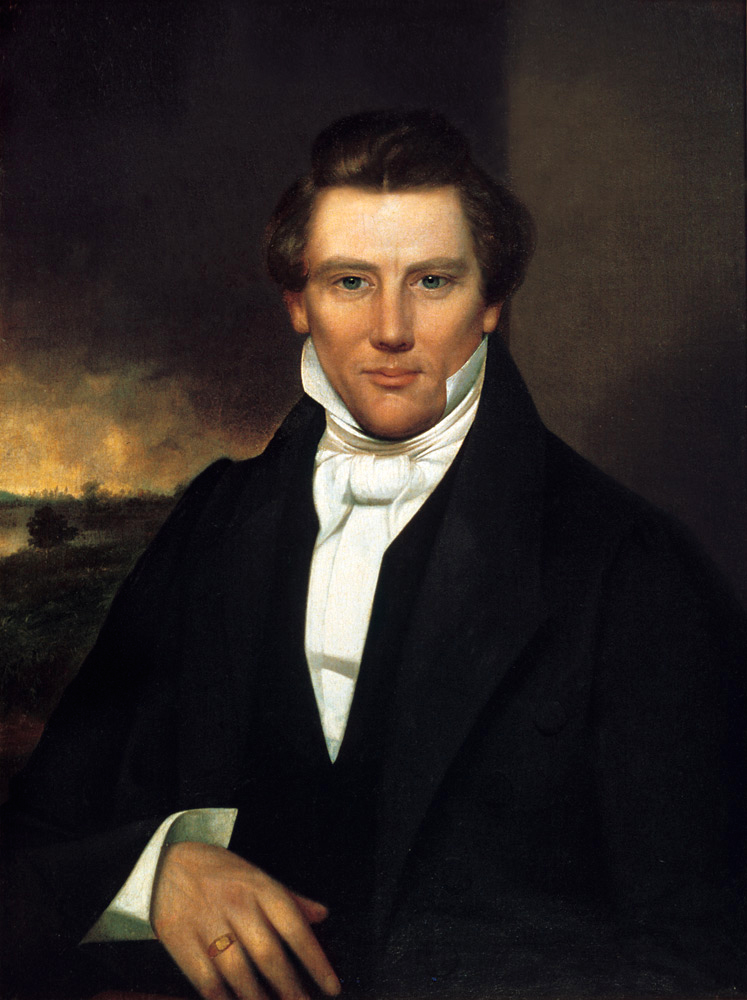
Joseph Smith junior, twórca ruchu świętych w dniach ostatnich. Powszechnie przypisuje mu się autorstwo znanej w mormońskiej kulturze, choć raczej żartobliwej etymologii imienia Mormon. Jej autorem był niemniej prawdopodobnie William W. Phelps.

Mormon (deseret 𐐣𐐃𐐡𐐣𐐊𐐤 oraz 𐐣𐐄𐐡𐐣𐐊𐐤) – w wierzeniach ruchu świętych w dniach ostatnich (mormonów) postać z końcowego okresu nefickiej historii. Potomek Nefiego, syna Lehiego. Ojciec Mormona oraz dziadek Moroniego. Sam poświęcony mu zapis jest bardzo lakoniczny. Miał zabrać swego syna na południe, w podróż do ziemi zarahemlskiej. Jego życie oraz pozycja społeczna są obiektem spekulacji mormońskich teologów. Etymologia imienia Mormon budziła zainteresowanie już w początkach mormonizmu, tak ze strony wyznawców, jak i krytyków tej tradycji religijnej. Zgodnie z przypisywanym Josephowi Smithowi tekstem z 1843 ma ono oznaczać więcej dobra. W ściśle teologicznym sensie ma nawiązywać do przymierzy z Bogiem oraz do ustanowienia Kościoła Chrystusowego w ziemi mormońskiej. Wykorzystywane jest przez mormońską apologetykę. Nadawane dzieciom pośród świętych w dniach ostatnich już w początkach mormonizmu, obecnie wykorzystywane jest rzadko i dosyć niechętnie.

## Wymowa imienia
Wymowa tego imienia wzbudzała pewne zainteresowanie mormońskich badaczy. Zostało ono zresztą ujęte w przewodniku po wymowie, dołączanym do każdego egzemplarza anglojęzycznej wersji Księgi Mormona od 1981. Źródła wskazują niemniej na znaczną różnicę między wymową preferowaną i powszechną współcześnie a tą z wczesnego okresu kolonizacji terytorium Utah. Pierwotna wymowa, zwłaszcza ta stosowana przez Josepha Smitha, ma pewne znaczenie w badaniach nazw własnych występujących w Księdze Mormona, choć, na gruncie mormońskiej teologii, nie jest w nich czynnikiem decydującym. Do ustalenia wymowy używanej przez Smitha wykorzystuje się między innymi wydanie Księgi Mormona w alfabecie deseret z 1869.
Istnieją wszelako relacje ludzi posługujących w procesie nazywanym przez świętych w dniach ostatnich tłumaczeniem Księgi Mormona, które rzucają światło na to, jak Smith pierwotnie radził sobie z nieznanymi słowami. Hugh Nibley, powołując się na relacje skrybów Smitha, stwierdził, że „nigdy nie wymawiał on takich słów, zawsze poprzestając na ich przeliterowaniu”. Ściśle na gruncie mormońskiej teologii nie próbuje się dociekać pierwotnej wymowy tegoż słowa, podobnie jak nie prowadzi się takowych rozważań wobec słów i nazw nefickich jako takich.
Również na gruncie mormońskiej teologii zauważa się inherentną problematyczność wymowy nazw i imion przynależnych do tej mormońskiej świętej księgi. Ma to wynikać z tego, że żadne z nich nie zostało przekazane Josephowi Smithowi ustnie, z wyjątkiem może imienia Moroniego, który wszak przedstawił się Smithowi w wizji. Z doktrynalnego punktu widzenia sposób, w jaki bohaterowie Księgi Mormona wypowiadali te słowa, pozostał nieznany pierwszemu mormońskiemu przywódcy.

## Umiejscowienie w tekście Księgi Mormona
W ściśle teologicznym sensie relacja o Mormonie zawarta jest w partii materiału określanej mianem większych płyt Nefiego. Wchodzi w skład płyt Mormona, zatem streszczenia większych płyt Nefiego dokonanego przez Mormona. Pozostaje również wciąż w partii tekstu skróconej i zredagowanej przez Mormona, bez udziału Moroniego. Na kartach oficjalnych edycji Księgi Mormona, w tym tej obowiązującej od 1981, postać ta wspominana jest bezpośrednio wyłącznie w piątym wersecie pierwszego rozdziału Księgi Mormona.  Współcześnie używany system podziału na rozdziały i wersy sięga 1879. W jej pierwszym wydaniu bowiem, opublikowanym w 1830, wzmianka o Mormonie była częścią rozdziału pierwszego Księgi Mormona.  Ocenia się, że mówiący o Mormonie materiał został spisany 22 maja 1829.

## Rola w tekście Księgi Mormona
Z dostępnego przekazu można wyłuskać stosunkowo niewiele danych na temat Mormona. Część źródeł wskazuje, że jego imię, tak jak i imię jego syna pochodziło od miejsca Mormon, terenu w granicach ziemi nefickiej, znanego ze swych wód oraz dzikich zwierząt. Miejsce to miało szczególne znaczenie w religijnych dziejach Nefitów. Inne źródła wyrażają niemniej wątpliwości co do związku między tą nazwą geograficzną a imieniem.
Wiadomo, że Mormon był potomkiem Nefiego, syna patriarchy Lehiego. Był nadto ojcem Mormona i dziadkiem Moroniego. Starszy George Reynolds w swoim A Dictionary of the Book of Mormon, Comprising Its Biographical, Geographical and Other Proper Names z 1891 zauważył, że na temat jego życia nie ma żadnych informacji. Również Reynolds w tej samej publikacji stwierdził, że istnieją podstawy, by założyć, że Mormon wychował swe dzieci w bojaźni Bożej oraz nauczył je prawd Ewangelii. Poza informacjami natury genealogicznej wiadomo jeszcze, że zabrał swego syna do ziemi zarahemlskiej, podejmując w tym celu podróż na południe. John W. Welch spekulował, że mogli w tym celu opuścić pobliską ziemię Obfitość. Zgodnie z wewnętrzną chronologią mormońskiej świętej księgi miało to mieć miejsce w 321 lub 322. Rozbieżności w datowaniu wynikają tu między innymi z różnic między kalendarzem używanym współcześnie a kalendarzem pozostającym w użyciu pośród Nefitów. Również John W. Welch zauważył, że Mormon mógł związany być z wojskiem, prawdopodobnie pełniąc jakieś funkcje dowódcze. Inni komentatorzy również snuli przypuszczenia o karierze Mormona w siłach zbrojnych, dodając, że podróż na południe mogła mieć charakter służbowy. Jeszcze dalej posunął się John Tvedtnes, który mówił wprost o przynależności Mormona do kasty wojowników w obrębie nefickiej struktury społecznej oraz o jego pochodzeniu, po mieczu, od Moroniego, wybitnego nefickiego dowódcy z I wieku p.n.e.. T. Lynn Elliot do spekulacji dołożył i tę, że Mormon mógł być w którymś momencie uznany za niezdolnego do dowodzenia, w związku syn jego syn miał go w ewentualnym dowództwie zastąpić, pomimo młodego wieku.

## W mormońskiej teologii oraz w badaniach nad Księgą Mormona
Istnienie Mormona nie znalazło potwierdzenia w źródłach zewnętrznych. Językoznawcy związani z Kościołem Jezusa Chrystusa Świętych w Dniach Ostatnich rozważali etymologię imienia tej postaci wywodząc ją z języka egipskiego. Hugh Nibley wskazywał także na hebrajski oraz arabski jako inne możliwe języki źródłowe. Również Nibley zwrócił uwagę na fakt, że przynależna do tego imienia końcówka -on jest wysoce charakterystyczna dla imion nefickich jako takich. W badaniach nad imionami typowymi dla Księgi Mormona imię Mormon pojawia się zresztą od przeszło stulecia. Już w wydanej w 1909 pracy New Witnesses for God: Part III. The Evidences of the Truth of the Book of Mormon starszy B. H. Roberts posługiwał się imieniem tego prawdopodobnego wojskowego przy wykazywaniu różnicy między jeredyckimi a nefickimi praktykami nazewniczymi.
Mormońska apologetyka przywołuje fakt znaczącego podobieństwa między egipskimi hieroglifami używanymi do zapisu egipskich słów mor i mon a znakiem, który miał reprezentować słowo Mormon na złotych płytach. Ten ostatni zachował się dzięki relacji Fredericka G. Williamsa, drugiego doradcy w Pierwszym Prezydium, który wykonał jego kopię na podstawie informacji przekazanych przez Josepha Smitha.
Znaczenie tego imienia było zresztą kwestią poruszaną już w samych początkach mormonizmu, tak przez krytyków młodej tradycji religijnej, jak i przez jej najwcześniejszych przywódców. Było również, przynajmniej we wczesnej mormońskiej historii, przedmiotem znacznego zainteresowania. Jest to jednocześnie zagadnienie do pewnego stopnia odrębne od omówionych wyżej językoznawczych interpretacji tego słowa. Joseph Smith w liście datowanym na 15 lub 20 maja 1843, skierowanym do wydawcy mormońskiego pisma "Times and Seasons", stwierdził, że słowo Mormon oznacza dosłownie "więcej dobra". Należy te słowa jednakże odczytywać w kontekście i bez przydawania im autorytatywnego charakteru, choć tak właśnie odbiera je wielu świętych w dniach ostatnich. Zostały one skreślone jako humorystyczna odpowiedź na antymormońskie teksty pióra kolejno Ebera D. Howe'a z 1834 oraz anonimowego publicysty z 1841. Mogą być zatem uznawane za ciętą ripostę na krytykę, nie zaś za źródło informacji wsparte proroczym autorytetem Smitha. Autorstwo samego listu również czasem bywa kwestionowane, stwierdza się, że napisał go w istocie William W. Phelps. Na gruncie mormońskiej teologii zatem wskazówek dotyczących znaczenia tego słowa należy szukać gdzie indziej, w tym w samym tekście Księgi Mormona. Jednocześnie, nawet bez uznania wspomnianej wypowiedzi Smitha za autorytatywne źródło doktryny można ją określić jako zakorzenioną w mormońskiej kulturze. Drugi prezydent Kościoła Brigham Young przypomniał o niej w przemówieniu z 25 czerwca 1871. Odwołał się do niej znacznie później chociażby także Gordon B. Hinckley, wówczas posługujący jako pierwszy doradca w Pierwszym Prezydium, w przemówieniu wygłoszonym podczas Konferencji Generalnej w październiku 1990.
Podejmowano próby wyjaśnienia znaczenia tego słowa przy wykorzystaniu źródeł przynależnych do mormońskiego kanonu pism świętych. Zgodnie z zapisem zawartym w wersetach od czwartego do szesnastego osiemnastego rozdziału Księgi Mosjasza grupa zbiegłych przed prześladowaniami Nefitów zawarła przymierza z Bogiem i została ochrzczona w wodach Mormon. Raymond Treat, komentując to wydarzenie, zauważył, że było ono pierwszym od kilku pokoleń momentem, kiedy to przymierze zostało odnowione pośród Nefitów. Można zatem stwierdzić, że podstawowe teologiczne znaczenie tego imienia ma przypominać o przymierzu właśnie oraz ustanowieniu Kościoła Chrystusowego w ziemi mormońskiej. Przekaz ten wzmacnia dodatkowo używany od 1982 podtytuł Księgi Mormona, mianowicie jeszcze jedno świadectwo o Jezusie Chrystusie.

## W krytyce Księgi Mormona
Imię Mormon stanowi obiekt ataków ze strony krytyków mormonizmu od wielu dekad. Wielu atakujących tę tradycję religijną wywodziło to słowo od greckiego słowa mormo oznaczającego stracha na wróble. Do tejże właśnie etymologii odniósł się zresztą Smith, bądź działający za jego zgodą Phelps, we wspomnianym wyżej liście. Atakowano także samo wyjaśnienie podane przez Smitha, głównie jako idealny przykład popularnej, nie mającej podstaw faktograficznych etymologii, którą pewny siebie prorok miał w zasadzie narzucić swoim zwolennikom. Sandra Tanner, jedna z prominentnych współczesnych krytyczek mormonizmu, proponowała jeszcze inne naturalistyczne wyjaśnienia tego słowa. Wskazała, że słowo mormon znaleźć można chociażby w Webster's New Twentieth Century Dictionary z 1974 oraz w nazwach systematycznych przynajmniej dwóch gatunków zwierząt.
Krytyka nie ogranicza się wszakże do samej tylko etymologii. Imienia Mormon, tak jak i innych nazw własnych, które można odnaleźć na kartach Księgi Mormona, używano przy dowodzeniu, jakoby sama ta święta dla mormonizmu księga, była produktem epoki, w której żył Joseph Smith. We wpływowym artykule  Psychological Tests for the Authorship of the Book of Mormon opublikowanym na łamach „The American Journal of Psychology” w 1917 Walter Franklin Prince wskazywał na związki między imionami i nazwami własnymi zawartymi w Księdze Mormona a emocjami oraz pamięcią Smitha w odniesieniu do współczesnych mu wydarzeń. Do tego samego wątku nawiązywała i późniejsza literatura antymormońska, w tym Harry M. Beardsley w swej Joseph Smith and his Mormon empire (1931). Wskazywano również na obecne przy stworzeniu tego imienia wpływy agitacji antymasońskiej, w tym aresztowanie Williama Morgana w nowojorskiej Batavii w 1826. To właśnie od nazwiska Morgana miało wedle jednego z krytyków pochodzić nie tylko samo imię Mormon, ale również kilkadziesiąt innych, zawierających cząstkę mor.
Opisane w poprzednim akapicie podejście ma dość długą tradycję w kręgach sceptycznych wobec mormonizmu. Krytykował je z kolei chociażby jeden z ojców mormońskiej apologetyki Hugh Nibley. Wskazywał, że sprowadza się ono w zasadzie do typowego ahistorycznego oceniania starożytnych tekstów, wedle standardów innych, niż te dla nich właściwe.

## W mormońskiej kulturze
Niezależnie od otaczających go spekulacji etymologicznych i teologicznych znalazł miejsce w mormońskiej kulturze. Wśród świętych w dniach ostatnich Mormon jest rzadkim i dość niechętnie wybieranym imieniem, przynajmniej współcześnie. W badaniach przywołuje się ten fakt z pewnym zdumieniem, zwłaszcza w zestawieniu z innymi, typowymi dla świętych w dniach ostatnich imionami, takimi jak Alma, Ammon, Nefi czy Moroni. W przeszłości można je było napotkać częściej, włącznie z użyciem go w samych początkach mormonizmu. Nosił je choćby jeden z synów Parleya P. Pratta i Sary Huston. Dziecko to, urodzone już w Salt Lake City w 1850, zmarło tamże jeszcze w tym samym roku.